# Cyrtandra elbertii
Espèce
Statut de conservation UICN

 VU B1+2c, D2 : Vulnérable
Cyrtandra elbertii est une espèce de plantes à fleurs de la famille des Gesneriaceae.

## Publication originale
- Blumea 6: 396. 1950.